# Alpiner Skieuropacup 1978/79
Gesamt- und Disziplinenwertungen der Saison 1978/1979 des Alpinen Skieuropacups.

## Europacupwertungen

### Gesamtwertung
| Rang | Name              | Land        | Punkte |
| ---- | ----------------- | ----------- | ------ |
| 1    | Jarle Halsnes     | Norwegen    | 137    |
| 2    | Alexander Schirow | Sowjetunion | 112    |
| 3    | Manfred Brunner   | Österreich  | 106    |

| Rang | Name             | Land       | Punkte |
| ---- | ---------------- | ---------- | ------ |
| 1    | Bente Dahlum     | Norwegen   | 209    |
| 2    | Torill Fjeldstad | Norwegen   | 172    |
| 3    | Heidi Riedler    | Österreich | 123    |

### Abfahrt
| Rang | Name             | Land       | Punkte |
| ---- | ---------------- | ---------- | ------ |
| 1    | Urs Räber        | Schweiz    | 78     |
| 2    | Dave Irwin       | Kanada     | 50     |
| 3    | Hans Kirchgasser | Österreich | 49     |

| Rang | Name             | Land       | Punkte |
| ---- | ---------------- | ---------- | ------ |
| 1    | Heidi Riedler    | Österreich | 54     |
| 2    | Torill Fjeldstad | Norwegen   | 51     |
| 3    | Bente Dahlum     | Norwegen   | 36     |

### Riesenslalom
| Rang | Name                        | Land     | Punkte |
| ---- | --------------------------- | -------- | ------ |
| 1    | Juan Manuel Fernández Ochoa | Spanien  | 100    |
| 2    | Jarle Halsnes               | Norwegen | 093    |
| 3    | Joël Gaspoz                 | Schweiz  | 074    |

| Rang | Name             | Land       | Punkte |
| ---- | ---------------- | ---------- | ------ |
| 1    | Torill Fjeldstad | Norwegen   | 105    |
| 2    | Bente Dahlum     | Norwegen   | 086    |
| 3    | Heidi Riedler    | Österreich | 069    |

### Slalom
| Rang | Name              | Land        | Punkte |
| ---- | ----------------- | ----------- | ------ |
| 1    | Alexander Schirow | Sowjetunion | 96     |
| 2    | Wladimir Andrejew | Sowjetunion | 62     |
| 3    | Karl Trojer       | Italien     | 59     |

| Rang | Name         | Land     | Punkte |
| ---- | ------------ | -------- | ------ |
| 1    | Cinzia Valt  | Italien  | 89     |
| 2    | Bente Dahlum | Norwegen | 87     |
| 3    | Piera Macchi | Italien  | 58     |